# Aleksander II Mircza
Aleksander II Mircza (rum. Alexandru al II-lea Mircea) – hospodar wołoski 1568–1577 z dynastii Basarabów.
Najprawdopodobniej był synem hospodara wołoskiego Mirczy III. Objął tron w 1568 roku, po usunięciu przez Turków z tronu jego brata, Piotra Młodego. Walczył z opozycją bojarską - uśmiercanie jej przedstawicieli spowodowało skargę możnych wołoskich do Stambułu, która jednak była bezskuteczna.
Jego synem był Mihnea II Poturczeniec, hospodar wołoski.
Źródło: J. Demel, Historia Rumunii, Wrocław 1970.